# 81st Training Wing
L'81st Training Wing è uno Stormo da addestramento tecnico dell'Air Education and Training Command, inquadrato nella Second Air Force. Il suo quartier generale è situato presso la Keesler Air Force Base, nel Mississippi.

## Missione
Lo stormo addestra il personale nelle basi dell'elettronica, sistemi di comunicazione e Controllo del Traffico Aereo.

## Organizzazione
Attualmente, al settembre 2017, lo stormo controlla:
- 81st Training Group
  - 81st Training Support Squadron
  - 333d Training Squadron
  - 334th Training Squadron
  - 335th Training Squadron
  - 336th Training Squadron
  - 338th Training Squadron
- 81st Mission Support Group
  - 81st Contracting Squadron
  - 81st Security Forces Squadron
  - 81st Communications Squadron
  - 81st Logistics Readiness Squadron
  - 81st Infrastructure Support Division
  - 81st Force Support Squadron
- 81st Medical Group
  - 81st Aerospace Medicine Squadron
  - 81st Dental Squadron
  - 81st Diagnostics and Therapeutics Squadron
  - 81st Inpatient Operations Squadron
  - 81st Medical Support Squadron
  - 81st Surgical Operations Squadron